# Bactris coloradonis
Bactris coloradonis là loài thực vật có hoa thuộc họ Arecaceae. Loài này được L.H.Bailey mô tả khoa học đầu tiên năm 1933.